# Didier Le Guillou
Didier Le Guillou (né le 1er avril 1960) est un athlète français, spécialiste du 800 mètres.

## Carrière
Didier Le Guillou, licencié au CSM d'Epinay-sur-Seine, est sacré champion de France en salle du 800 m aux championnats de France en salle 1983 à Paris. 
Il atteint les demi-finales de cette discipline aux championnats d'Europe d'été de 1982 [1]. 
Il participe aux championnats du monde 1983 à Helsinki où il est éliminé dès les séries du 800 m.
Son record personnel sur 800 m, établi le 24 juillet 1983 à Bordeaux, est de 1 min 46 s 36.